# Die 1000 Augen des Dr. Mabuse
Die 1000 Augen des Dr. Mabuse is een West-Duitse misdaadfilm uit 1960 onder regie van Fritz Lang.

## Verhaal
Op weg naar zijn werk wordt een verslaggever vermoord in zijn wagen. Inspecteur Kras krijgt een telefoontje van zijn informant Peter Cornelius, een blinde ziener. Hij heeft een visioen van de misdaad gehad, maar hij kon de dader niet identificeren. Ondertussen komt de rijke Amerikaanse industrieel Henry Travers aan in het Luxor Hotel. Dat hotel werd in de Tweede Wereldoorlog door de nazi's uitgerust met afluisterapparatuur. Zo konden ze de gasten bespioneren. Hij maakt er kennis met Marian Menil, die wordt bedreigd door haar man. De zakenman Hieronymus B. Mistelzweig is ook altijd aanwezig in het hotel. Uiteindelijk komen ze allemaal samen om het mysterie rond de dood gewaande dr. Mabuse op te lossen.

## Rolverdeling
| Acteur          | Personage                 |
| --------------- | ------------------------- |
| Peter van Eyck  | Henry Travers             |
| Dawn Addams     | Marion Menil              |
| Gert Fröbe      | Inspecteur Kras           |
| Werner Peters   | Hieronymus B. Mistelzweig |
| Wolfgang Preiss | Professor S. Jordan       |
| Andrea Checchi  | Detective Berg            |
| Howard Vernon   | Nr. 12                    |
| David Cameron   | Michael Parker            |

- Reinhard Kolldehoff: Roberto Menil